# Drum (film)
Pour plus de détails, voir Fiche technique et Distribution.

Drum est un film sud-africain, en coproduction avec des compagnies américaines et allemandes, réalisé par Zola Maseko et sorti en 2004.

## Synopsis
Au milieu des années 1950, en Afrique du Sud, Henry Nxumalo est journaliste sportif pour le magazine Drum. Jim Bailey, l'éditeur du magazine, l'envoie couvrir une affaire criminelle dans un township. Nxumalo accepte avec réticence et rencontre Slim, un chef de gang de Sophiatown. Avec le temps et les encouragements de sa femme et de Nelson Mandela, Nxumalo se tourne de plus en plus vers le journalisme d'investigations. Aidé par le photographe allemand Jürgen Schadeberg, il dénonce les conditions de l'apartheid. 

## Fiche technique
- Réalisation : Zola Maseko
- Scénario : Jason Filardi
- Photographie : Lisa Rinzler
- Montage : Troy Takaki
- Musique : Cédric Gradus Samson
- Pays d'origine :  Afrique du Sud,  Allemagne,  États-Unis
- Langue originale : anglais, afrikaans, allemand
- Format : couleur - 1,85:1 - Dolby Digital
- Genre : drame
- Durée : 94 minutes
- Dates de sortie : 
  - Festival international du film de Toronto : 10 septembre 2004
  -  Afrique du Sud : 22 juillet 2005

## Distribution
- Taye Diggs : Henry Nxumalo
- Gabriel Mann : Jürgen Schadeberg
- Tumisho Masha : Can Themba
- Moshidi Motshegwa : Florence Nxumalo
- Jason Flemyng : Jim Bailey
- Bonginkosi Dlamini : Slim
- Fezile Mpela : Todd Matshikiza
- Greg Melville-Smith : Major Att Spengler
- Lindani Nkosi : Nelson Mandela
- Keketso Semoko : Fatsy
- Tessa Jubber : Carol Shand
- Bonnie Henna : Dara Macala

## Accueil
Le film obtient 86 % de critiques positives, avec une note moyenne de 7,3/10 et sur la base de 7 critiques collectées, sur le site Rotten Tomatoes.
Il a remporté le grand prix du Festival panafricain du cinéma et de la télévision de Ouagadougou en 2005.